# Караско
Караско (итал. Carasco) — коммуна в Италии, располагается в регионе Лигурия, в провинции Генуя.
Население составляет 3491 человек (2008 г.), плотность населения составляет 406 чел./км². Занимает площадь 9 км². Почтовый индекс — 16042. Телефонный код — 0185.
Покровителями коммуны почитаются Пресвятая Богородица (Madonna delle Ciliegie), празднование 9 декабря, и святой Марциан Сиракузский.

## Демография
Динамика населения:

## Администрация коммуны
- Официальный сайт: